# ألف هانلون
ألف هانلون (بالإنجليزية: Alfred Charles Hanlon) هو محامي نيوزيلندي، ولد في 1 أغسطس 1866 في دنيدن في نيوزيلندا، وتوفي في 6 فبراير 1944 في Andersons Bay Cemetery ‏ في نيوزيلندا.